# Elioro Paredes
Elioro Manuel Paredes Anarizia (1921. február 19. – ?) paraguayi labdarúgókapus.